# Marion County (West Virginia)
Marion County ist ein County im Bundesstaat West Virginia der Vereinigten Staaten. Der Verwaltungssitz (County Seat) ist Fairmont. Das U.S. Census Bureau hat bei der Volkszählung 2020 eine Einwohnerzahl von 56.205 ermittelt.

## Geographie
Das County liegt im Norden von West Virginia, ist etwa 35 km von der Grenze zu Pennsylvania entfernt und hat eine Fläche von 807 Quadratkilometern, wovon fünf Quadratkilometer Wasserfläche sind. Es grenzt im Uhrzeigersinn an folgende Countys: Monongalia County, Taylor County, Harrison County und Wetzel County.

## Geschichte
Marion County wurde am 14. Januar 1842 aus Teilen des Harrison County und des Monongalia County gebildet. Benannt wurde es nach dem auch als Swamp Fox bekannten Francis Marion, einem Oberstleutnant der Kontinentalarmee und späteren Brigadegeneral der South Carolina Miliz im Amerikanischen Unabhängigkeitskrieg.

## Demografische Daten

Alterspyramide des Marion County

Nach der Volkszählung im Jahr 2000 lebten im Marion County 56.598 Menschen in 23.652 Haushalten und 15.515 Familien. Die Bevölkerungsdichte betrug 71 Einwohner pro Quadratkilometer. Ethnisch betrachtet setzte sich die Bevölkerung zusammen aus 95,10 Prozent Weißen, 3,22 Prozent Afroamerikanern, 0,20 Prozent amerikanischen Ureinwohnern, 0,41 Prozent Asiaten, 0,01 Prozent Bewohnern aus dem pazifischen Inselraum und 0,13 Prozent aus anderen ethnischen Gruppen; 0,93 Prozent stammten von zwei oder mehr Ethnien ab. 0,70 Prozent der Bevölkerung waren spanischer oder lateinamerikanischer Abstammung.
Von den 23.652 Haushalten hatten 26,0 Prozent Kinder und Jugendliche unter 18 Jahre, die bei ihnen lebten. 51,4 Prozent waren verheiratete, zusammenlebende Paare, 10,7 Prozent waren allein erziehende Mütter, 34,4 Prozent waren keine Familien, 28,9 Prozent waren Singlehaushalte und in 13,9 Prozent lebten Menschen im Alter von 65 Jahren oder darüber. Die Durchschnittshaushaltsgröße betrug 2,34 und die durchschnittliche Familiengröße lag bei 2,88 Personen.
Auf das gesamte County bezogen setzte sich die Bevölkerung zusammen aus 20,6 Prozent Einwohnern unter 18 Jahren, 10,5 Prozent zwischen 18 und 24 Jahren, 26,4 Prozent zwischen 25 und 44 Jahren, 24,7 Prozent zwischen 45 und 64 Jahren und 17,8 Prozent waren 65 Jahre alt oder darüber. Das Durchschnittsalter betrug 40 Jahre. Auf 100 weibliche Personen kamen 90,6 männliche Personen. Auf 100 Frauen im Alter von 18 Jahren oder darüber kamen statistisch 87,3 Männer.
Das jährliche Durchschnittseinkommen eines Haushalts betrug 28.626 USD, das Durchschnittseinkommen der Familien betrug 37.182 USD. Männer hatten ein Durchschnittseinkommen von 29.005 USD, Frauen 21.100 USD. Das Prokopfeinkommen betrug 16.246 USD. 11,7 Prozent der Familien und 16,3 Prozent der Bevölkerung lebten unterhalb der Armutsgrenze. Davon waren 21,3 Prozent Kinder oder Jugendliche unter 18 Jahre und 8,7 Prozent waren Menschen über 65 Jahre.